# Pionodesmotes phormosomae
Pionodesmotes phormosomae is een eenoogkreeftjessoort uit de familie van de Pionodesmotidae. De wetenschappelijke naam van de soort is voor het eerst geldig gepubliceerd in 1898 door Bonnier.